# Rhinolophus hilli
Rhinolophus hilli là một loài động vật có vú trong họ Dơi lá mũi, bộ Dơi. Loài này được Aellen mô tả năm 1973.